# Asociación Civil Deportivo Lara
A Asociación Civil Deportivo Lara foi um clube de futebol da Venezuela. Foi excluído do Campeonato Venezuelano de Futebol de 2023 devido à sua crise financeira, e no momento não atua em qualquer divisão nacional.

## História
Foi originalmente fundado como o Club Deportivo Lara em 2 de julho de 2009. O novo conselho de administração apostou no futebol no estado de Lara e esta equipe foi criada sob o slogan de Cree en Lara pelo diretor técnico Carlos Eduardo Hernández e um grupo de fãs que lutaram pela permanência de um clube Larense na categoria mais alta; A apresentação da equipe foi feita nos campos de esportes de uma área conhecida da cidade crepuscular. A equipe em seu primeiro ano consegue permanecer entre as quatro primeiras da classificação geral acumulada, apenas atrás do Caracas FC, do Deportivo Táchira FC e o extinto Deportivo Italia; sendo o último o mais ferido, já que nas últimas datas de Apertura e Clausura viu a aspiração do título nas mãos da caixa vermelha e preta.

### Estreia internacional
Em 9 de maio de 2010, a equipe sela seu ingresso para a Copa Sudamericana 2010, depois de terminar em 4º na temporada de primeira divisão de 2009/10, e depois de 44 anos, voltou a fazer um torneio internacional para o território de Laredo do que Lara FC fez em 1966, embora naquele momento na Copa Libertadores.
A equipe jogou a primeira mão em casa em 17 de agosto contra o Santa Fe da Colômbia no Estádio Metropolitano de Lara com um resultado favorável para os locais com uma pontuação de 2: 0. Os objetivos do time vermelho e preto foram o trabalho do Aquiles Ocanto Larense e do colombiano Mauricio Chalar. A partida de retorno foi realizada em El Campín de Bogotá, sede do Santa Fe na quinta-feira, 26 de agosto. Lá, o clube não conseguiu manter sua vantagem inicial e caiu com uma pontuação de 4: 0 restantes fora da competição com uma pontuação geral de 4: 2 a favor de Santa Fe.

### Primeiros passos
Em dezembro de 2010 contratam Germán "Basílico" González como treinador, que traz uma nova equipe técnica composta por Arturo Boyacá e Óscar Gil como assistentes técnicos. Após fracos resultados, González sai da direção técnica do clube, e Óscar Gil assume o comando da equipe.
Gil assumiu o clube na Semana 14 contra o Estudiantes de Mérida FC na qual ele conseguiu ganhar 1: 0, no Estádio Metropolitano de Lara, em seguida, ele enfrentou o Caroni FC vencedora 0: 3 em Cachamay, em seguida, uma perda de Monagas SC como um local 1: 3 e finalmente conseguiu terminar o torneio com 0: 4 em jogo jogado em Caracas. Anteriormente, ele já atuou como treinador interino na vitória contra o Yaracuyanos FC por uma pontuação de 1: 4, o que lhe deu uma primeira conquista indescritível para o time vermelho e preto.
No entanto, Gil decidiu não continuar para a nova temporada, embora o ACD Lara não ficasse sem treinador há muito tempo, desde o dia 3 de junho de 2011, o treinador Eduardo Saragó assinou por três temporadas com o clube. No mesmo dia, realizou-se uma conferência de imprensa para inaugurar a nova sede do clube. Além disso, um projeto promissor começou porque levou em conta as divisões inferiores, e contratou jogadores prestígio como Miguel Mea Vitali, Edgar Perez Greco, Rafael Castellín, David Mcintosh, Vicente Suanno, José Manuel Rey, Norman Baquero, Marcelo Maidana e Bladimir Morales para um projeto de longo prazo.
Depois de uma temporada de sonhos, a caixa vermelha e preta consegue se tornar absoluta campeã da venezuelana Primeira Divisão 2011/12 ao vencer o Torneio Apertura 2011 invicto, quando no penúltimo dia venceu os Mineros de Guayana 5-1, e também ganhou o Torneio Clausura 2012 para ser imposto novamente ao ACCD Mineros de Guayana desta vez com uma pontuação de 0-1 e sendo mesmo rival direto. Deste modo, o ACD Lara fechou a temporada como a quarta equipe da história do futebol venezuelano para vencer os dois torneios na mesma temporada (depois de o Deportivo Táchira FC ter vencido em 1999/2000, o Caracas FC no 2003/04 e a UAM extinta em 2004/05) e primeira equipe para alcançá-lo desde a expansão das equipes em 2007 Na tabela acumulada foram 25 vitórias, 8 empates e apenas uma derrota. Isso significou 83 pontos, um número recorde no futebol venezuelano, além de obter um lugar para a Copa Sudamericana 2012 e a Copa Libertadores 2013.
Devido a problemas familiares, Saragó decidiu não continuar para o próximo torneio, pelo que o conselho confiou as rédeas do preto e do vermelho a Lenín Bastidas, assistente de Saragó, em 23 de dezembro de 2012, asseguraria a continuidade no trabalho e projeto de longo prazo do grupo Larense.

### Crise econômica
No final da temporada 2011-2012, o clube sofreu fortes problemas monetários, pois enfrentou uma terrível crise financeira que o levou a acumular uma dívida de até 30 milhões de bolívares, devido à investigação que foi aberta à Tracto America, empresa do proprietário da Arid García do clube na época e principal patrocinadora da caixa vermelha e preta sob a responsabilidade do intercâmbio ilícito; Esta situação resultou em uma dívida em salários e salários em toda a instituição causando mal-estar geral e até mesmo a recusa da equipe para continuar a participar no encerramento 2013 se os compromissos contratuais adquiridos não foram cancelados.
Apesar disso, um acordo foi alcançado e a equipe continuou a disputar os jogos obtendo resultados favoráveis, No entanto, a dívida continuou a aumentar e a possibilidade de que a equipe desaparecesse à medida que o outro clube da região do Guaros FC se tornasse mais real, o que levou o governo regional a intervir para liquidar a primeira parte da dívida e então o conjunto crepuscular poderia continuar participando do torneio venezuelano. Graças à ajuda do governo Larense, a dívida poderia ser reembolsada e o equipamento era principalmente de propriedade do Estado do Governo de Lara. Com o novo proprietário, houve mudanças na gestão da caixa do crepúsculo, bem como movimentos na direção técnica devido à partida do timonel Eduardo Saragó para o torneio de encerramento.
A temporada passou por altos e baixos, mas começou a rastrear uma boa série de vitórias que o deixou com opções para lutar pelo título até os últimos dias, no entanto, essa luta não produziu os resultados esperados, embora o time conseguisse se qualificar para a Copa América do Sul 2013.
No início do 2013 Clausura, liderada por Énder Luzardo e sua empresa "SoloDeportes", o ACD Lara pagou parte de suas dívidas, pouco a pouco, liquidaram parte das obrigações de recuperação da instituição que melhorou consideravelmente a gestão de seus recursos.
Em 2014, Rafael Dudamel chegou ao banco Larense depois de levar a equipe Vinotinto U-17 para a Copa do Mundo dos Emirados Árabes Unidos, onde conseguiu levar a equipe para duas séries pré-sul-americanas (2014 e 2015) e a final da Copa Venezuela 2015, onde foi vice-campeão e deu um lugar para a Copa Sudamericana 2016.
Dudamel seria contratado pela Federação Venezuelana de Futebol para assumir o cargo de treinador da U-20 em 2015 e depois de um semestre em que dividiu suas atividades, ele se afastou para o Torneio Apertura de 2016. Ele assumiu o seu assistente técnico, Ali Cañas, que ele não conseguiu manter a regularidade dos resultados e foi demitido em julho desse ano.
Eles chegariam como uma aposta do novo conselho de administração, que Jorge Giménez comandaria e em agosto compraria o pacote compartilhado do Twilight Club, Leonardo González e Pedro Vera, um órgão técnico com sucesso comprovado, bem como os três Copas venezuelanas obtidos (um com Trujillanos e dois com o Deportivo La Guaira, executor do rojinegro em 2015) e, pouco a pouco, estariam estruturando um esquadrão que devolveria o Deportivo Lara às posições de vanguarda da Primeira Divisão da Venezuela, terminariam perto de entrar no Torneio Clausura 2016 para a liguilla, após um critério de desempate que os desviou antes do Zulia, o campeão desse torneio e do Deportivo Anzoátegui.
Para a abertura de 2017, eles mandariam a classificação quando chegaram à primeira metade do torneio, quando chegaram a esse palco, o clube viu como um ressonante outono os relegou da liga pelo terceiro torneio consecutivo. No entanto, a confiança em Gonzalez e Vera estava à vista e, por sua vez, permitiria a chegada de vários jogadores, incluindo Giácomo Di Giorgi e Jesús "Patoncito" González, que vieram de semestres discretos nos dois maiores clubes do país, Caracas Soccer Club e Deportivo Táchira.
Lá, para a Clausura de 2017, a história era outra, uma vez que a metade do torneio acabou, a equipe do Larenses voltaria à posição de vanguarda, mas ao contrário do tempo anterior, nesse clube conseguiu consolidar o primeiro lugar e fecharia a fase regular do torneio localizado nessa posição. Ele enfrentaria Zamora em primeira instância, que seria despachado depois de desenhar 1 em Barinas e bater 6-2 no Metropolitano de Cabudare.
Corresponde no turno ao Monagas Sport Club, campeão da abertura, depois de cair em Maturín e em um jogo sem controvérsias, eles irão no "campo do campo" 3-0 para o elenco oriental para entrar no final do jogo antes de Miners de Guayana.
Nesse caso, eles caíriam novamente na primeira etapa, 1 a 0, e, como se fosse um roteiro semelhante, derrotariam o azul e os brancos em casa, com uma pontuação de 1-0, então eles iriam definir tudo do ponto penal, onde derrotou os guianenses 4-3 e seria premiado em 9 de dezembro de 2017, o Torneio Clausura, acessando a Copa Libertadores 2018.
Já na final do título absoluto contra Monagas e com a memória do empate recente, Lara começaria a vencer em Maturín com o gol do "Patoncito" González, mas essa vantagem desapareceria em casa, depois de cair 0-2 contra o Oriente e deu dessa forma a estrela, que acabou nas mãos do Barça. 

### Fim das atividades
Em 29 de janeiro de 2023, a equipe foi excluída do Campeonato Venezuelano de Futebol devido à crise financeira e ao não pagamento de suas dívidas, e perdeu sua filiação à liga de futebol do país. Sem condições de continuar operando no futebol profissional, o Deportivo Lara fechou as portas.

## Títulos
- Campeonato Venezuelano de Futebol: 2012

## Participações
| Competição                   | Participações | Anos                          |
| ---------------------------- | ------------- | ----------------------------- |
| Copa Libertadores da América | 3             | 2013, 2018, 2019              |
| Copa Sul-Americana           | 5             | 2010, 2012, 2013, 2016 e 2019 |